# Mary Galliard
Mary Ellen Galliard –conocida como Meg Galliard– (Huntington, 8 de agosto de 1973) es una deportista estadounidense que compitió en vela en la clase Europe. Ganó dos medallas de bronce en el Campeonato Mundial de Europe entre los años 2000 y 2003.

## Palmarés internacional
| \| Campeonato Mundial \| Campeonato Mundial \| Campeonato Mundial \| Campeonato Mundial \| \| Año \| Lugar \| Medalla \| Clase \| \| ------------------ \| ------------------ \| ------------------ \| ------------------ \| \| 2000 \| Salvador (Brasil) \| Medalla de bronce \| Europe \| \| 2003 \| Cádiz (España) \| Medalla de bronce \| Europe \| |                   |                   |        |
| Campeonato Mundial |                   |                   |        |
| Año | Lugar             | Medalla           | Clase  |
| 2000 | Salvador (Brasil) | Medalla de bronce | Europe |
| 2003 | Cádiz (España)    | Medalla de bronce | Europe |